# تپه قلعه نوروز
تپه قلعه نوروز مربوط به دوره اشکانیان است و در شهرستان نهاوند، بخش خزل، دهستان خزل شرقی، جنوب روستای اسدآباد واقع شده و این اثر در تاریخ ۲۶ اسفند ۱۳۸۷ با شمارهٔ ثبت ۲۶۱۴۰ به‌عنوان یکی از آثار ملی ایران به ثبت رسیده است.